# Śluza Wołkuszek
Śluza Wołkuszek – szesnasta śluza na Kanale Augustowskim (licząc od strony Biebrzy).
Wybudowana w 1829 roku przez Wojciecha Korczakowskiego przy ujściu rzeki Wołkuszanki. Pierwsza z trzech śluz leżących na terenie Białorusi (w odległości 1600 m od polskiej granicy). W latach 2005–2006 została odbudowana przez stronę białoruską.
- Położenie: 85,00 km kanału
- Różnica poziomów: 4,33 m
- Długość: 44,00 m
- Szerokość: 5,90 m
- Wrota: drewniane
- Rok budowy: 1829
- Kierownik budowy: Wojciech Korczakowski